# Kateřina Holubcová
Kateřina Holubcová-Jakešová z d. Losmanová (ur. 28 czerwca 1976 w Uściu nad Łabą) – czeska biathlonistka, dwukrotna medalistka mistrzostw świata i Europy.

## Kariera
W Pucharze Świata zadebiutowała 10 grudnia 1994 roku w Bad Gastein, zajmując 52. miejsce w sprincie. Pierwsze punkty wywalczyła 3 lutego 1996 roku w Ruhpolding, gdzie zajęła 24. miejsce w biegu indywidualnym. Pierwszy raz na podium zawodów pucharowych stanęła 8 stycznia 2003 roku w Oberhofie, gdzie sprint ukończyła na trzeciej pozycji. W zawodach tych wyprzedziły ją tylko Ekaterina Dafowska z Bułgarii i Francuzka Sylvie Becaert. W kolejnych startach jeszcze 4 razy stanęła na podium: 23 lutego 2003 roku w Östersund była trzecia w biegu pościgowym, 15 marca 2003 roku w Chanty-Mansyjsku była trzecia w sprincie, 18 marca 2003 roku w tej samej miejscowości wygrała bieg indywidualny, a 23 stycznia 2004 roku w Anterselvie zajęła drugie miejsce w sprincie. Najlepsze wyniki osiągnęła w sezonie 2002/2003, kiedy zajęła ósme miejsce w klasyfikacji generalnej.
Podczas mistrzostw świata w Chanty-Mansyjsku w 2003 roku, wywalczyła dwa medale. Najpierw zajęła trzecie miejsce w sprincie, plasując się za Sylvie Becaert i Ołeną Petrową z Ukrainy. Trzy dni później zwyciężyła w biegu indywidualnym, zostając tym samym pierwszą w historii Czeszką, która została mistrzynią świata w tej konkurencji. Wyprzedziła w tych zawodach reprezentującą Białoruś Ołenę Zubryłową i Gunn Margit Andreassen z Norwegii. Była też między innymi czwarta w sztafecie mieszanej na mistrzostwach świata w Chanty-Mansyjsku dwa lata później. Zdobyła ponadto srebrne medale w sztafecie podczas mistrzostw Europy w Zakopanem (2000) i mistrzostw Europy w Forni Avoltri (2003).
W 1998 roku wystartowała na igrzyskach olimpijskich w Nagano, zajmując 44. miejsce w biegu indywidualnym, 57. w sprincie i szóste w sztafecie. Na rozgrywanych cztery lata później igrzyskach w Salt Lake City była między innymi dziewiętnasta w biegu indywidualnym i ósma w sztafecie. Brała też udział w igrzyskach olimpijskich w Turynie w 2006 roku, gdzie jej najlepszym wynikiem indywidualnym było 24. miejsce w biegu pościgowym, a w sztafecie była tym razem trzynasta.
Jej mężem był czeski biathlonista Tomáš Holubec. Obecnie jej mężem jest Vlastimil Jakeš, z którym ma syna Jakuba (ur. 2007).

## Osiągnięcia

### Igrzyska olimpijskie
| Rok  | Miejscowość    | Konkurencje | Konkurencje | Konkurencje | Konkurencje | Konkurencje | Konkurencje | Konkurencje |
| Rok  | Miejscowość    | IN          | SP          | PU          | MS          | RL          | MR          | SR          |
| ---- | -------------- | ----------- | ----------- | ----------- | ----------- | ----------- | ----------- | ----------- |
| 1998 | Nagano         | 44.         | 57.         | nd.         | nd.         | 6.          | nd.         | –           |
| 2002 | Salt Lake City | 19.         | 39.         | 22.         | nd.         | 8.          | nd.         | –           |
| 2006 | Turyn          | 45.         | 39.         | 24.         | –           | 13.         | nd.         | –           |

### Mistrzostwa świata
| Rok  | Miejscowość      | Konkurencje | Konkurencje | Konkurencje | Konkurencje | Konkurencje | Konkurencje | Konkurencje |
| Rok  | Miejscowość      | IN          | SP          | PU          | MS          | RL          | MR          | SR          |
| ---- | ---------------- | ----------- | ----------- | ----------- | ----------- | ----------- | ----------- | ----------- |
| 1996 | Ruhpolding       | 24.         | –           | nd.         | nd.         | 7.          | nd.         | –           |
| 1997 | Osrblie          | 31.         | 28.         | 27.         | nd.         | 12.         | nd.         | –           |
| 1999 | Kontiolahti/Oslo | 37.         | 27.         | 25.         | –           | 11.         | nd.         | –           |
| 2000 | Oslo/Lahti       | 18.         | 19.         | 31.         | –           | 10.         | nd.         | –           |
| 2001 | Pokljuka         | 33.         | 49.         | 29.         | –           | 14.         | nd.         | –           |
| 2002 | Oslo             | nd.         | nd.         | nd.         | 17.         | nd.         | nd.         | –           |
| 2003 | Chanty-Mansyjsk  | 1.          | 3.          | 8.          | 5.          | DNF         | nd.         | –           |
| 2004 | Oberhof          | 52.         | 12.         | 49.         | 11.         | 9.          | nd.         | –           |
| 2005 | Hochfilzen       | 37.         | 18.         | 23.         | –           | 10.         | nd.         | –           |
| 2005 | Chanty-Mansyjsk  | nd.         | nd.         | nd.         | nd.         | nd.         | 4.          | –           |

### Puchar Świata

#### Miejsca w klasyfikacji generalnej
| Sezon     | Miejsce |
| --------- | ------- |
| 1994/1995 | -       |
| 1995/1996 | 72.     |
| 1996/1997 | 43.     |
| 1997/1998 | 29.     |
| 1998/1999 | 47.     |
| 1999/2000 | 37.     |
| 2000/2001 | 63.     |
| 2001/2002 | 25.     |
| 2002/2003 | 8.      |
| 2003/2004 | 22.     |
| 2004/2005 | 29.     |
| 2005/2006 | 65.     |

#### Miejsca na podium chronologicznie
| Lp. | Dzień       | Rok  | Miejscowość     | Konkurencja                | Lokata | Pudła   | Czas biegu | Strata | Zwycięzca          |
| --- | ----------- | ---- | --------------- | -------------------------- | ------ | ------- | ---------- | ------ | ------------------ |
| 1.  | 8 stycznia  | 2003 | Oberhof         | Sprint na 7,5 km           | 3.     | 0+0     | 23:48,0    | +23,3  | Ekaterina Dafowska |
| 2.  | 23 lutego   | 2003 | Östersund       | Bieg pościgowy na 10 km    | 3.     | 0+0+0+1 | 33:04,9    | +13,8  | Ołena Zubryłowa    |
| 3.  | 15 marca    | 2003 | Chanty-Mansyjsk | Sprint na 7,5 km           | 3.     | 0+0     | 23:46,3    | +32,7  | Sylvie Becaert     |
| 4.  | 18 marca    | 2003 | Chanty-Mansyjsk | Bieg indywidualny na 15 km | 1.     | 0+0+0+0 | 48:28,4    | –      | –                  |
| 5.  | 23 stycznia | 2004 | Anterselva      | Sprint na 7,5 km           | 2.     | 0+0     | 21:24,0    | +14,6  | Natalja Sorokina   |